# Russell Springs, Kentucky
Russell Springs är en ort i Russell County i Kentucky. Vid 2020 års folkräkning hade Russell Springs 2 715 invånare.